# ピッパ・マルムグレン
ピッパ・マルムグレン（Pippa Malmgren, 1962年3月29日 - ）は、アメリカの経済学者、作家。
ホワイトハウス、イギリス政府の経済顧問を務めた。
2016年に出版した著書『Signals』の中で「シュリンクフレーション」という概念を提唱、命名した。
父に同じく経済学者のハラルド・マルムグレンを持つ。

## 著書
- 『Signals: How Everyday Signs Can Help Us Navigate the World's Turbulent Economy』2016[3]